# Pseuderanthemum tunicatum
Espèce
Synonymes
- Eranthemum lindaui C.B.Clarke[1]
- Eranthemum nigritianum T.Anderson[1]
- Eranthemum plumbaginoides Maury[1]
- Justicia tunicata Afzel.[1]
- Pseuderanthemum nigritanum R[1]
- Siphoneranthemum nigritianum (T.Anderson) Kuntze[1]

Pseuderanthemum tunicatum (Afzel.) Milne-Redh. est une espèce de plantes à fleurs de la famille des Acanthaceae et du genre Pseuderanthemum. C'est une plante herbacée présente en Afrique tropicale.

## Description
C'est une herbe pouvant atteindre 60 cm de hauteur.

## Distribution
L'espèce est présente depuis l'Afrique de l'Ouest jusqu'en République démocratique du Congo.

## Liste des variétés
Selon Catalogue of Life (11 janvier 2018) :
- variété Pseuderanthemum tunicatum var. infundibuliforme